# Schloss Caputh

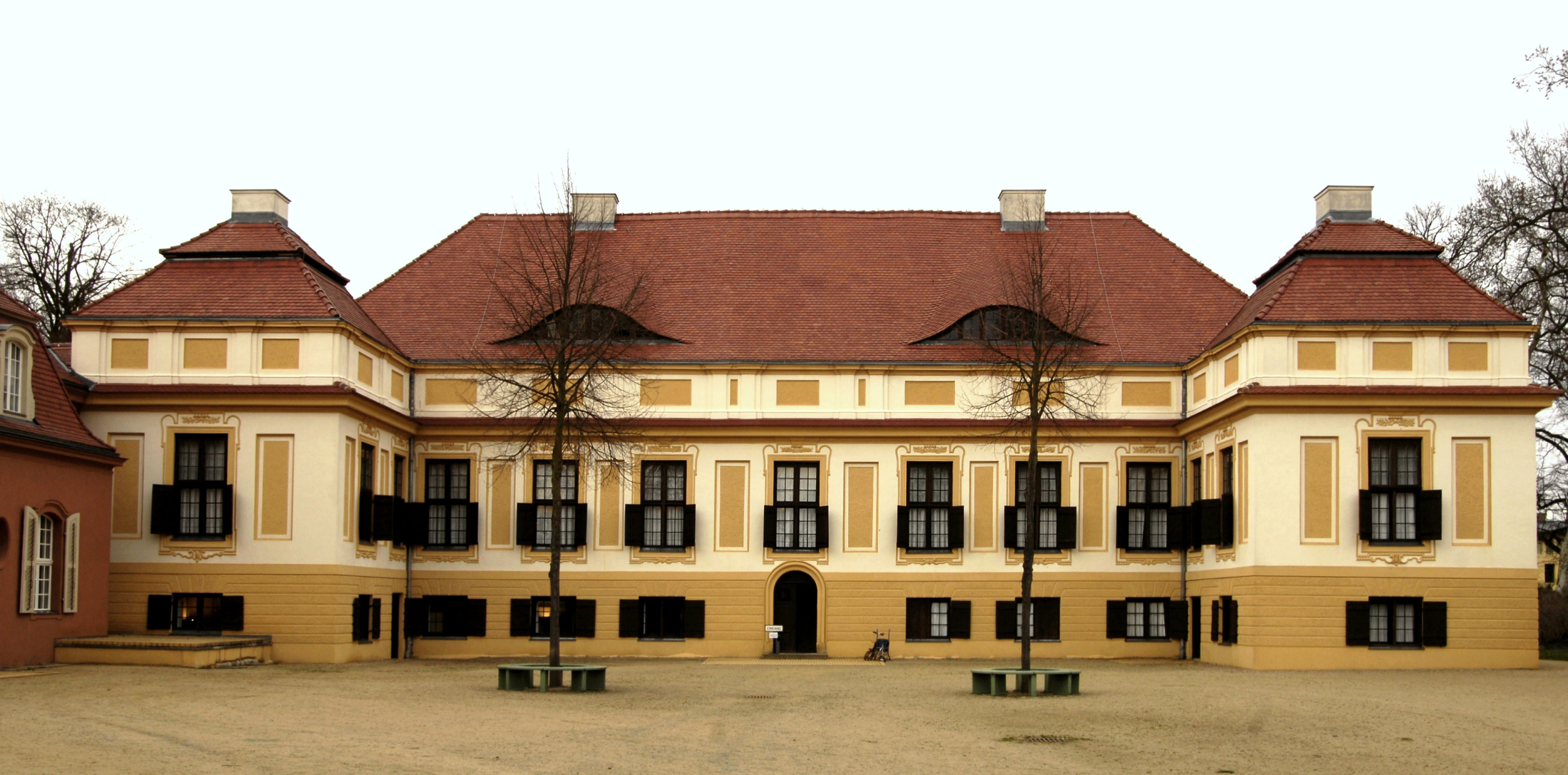
Schloss Caputh, Hofseite

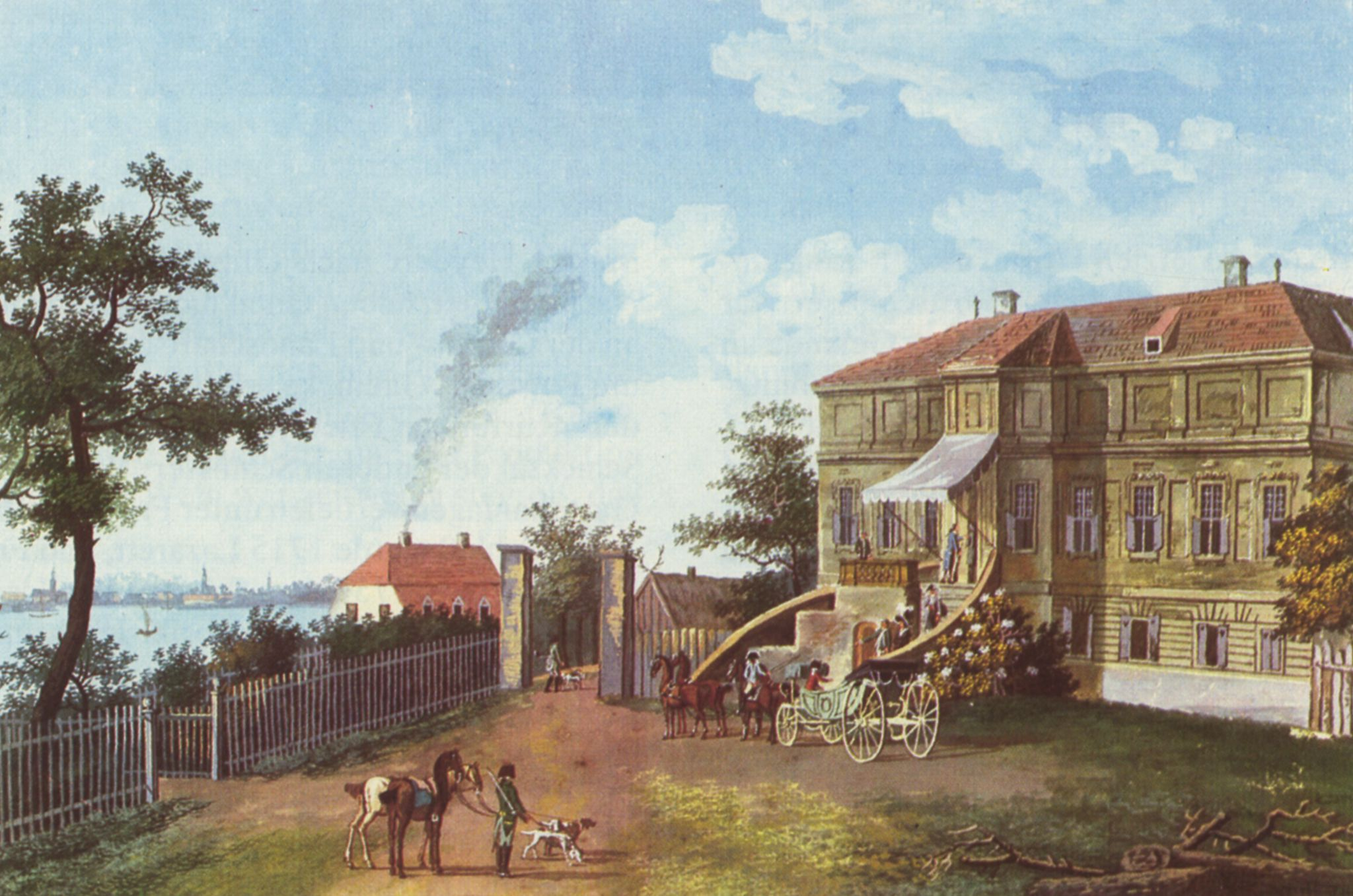
Schlossansicht mit dem Templiner See um 1795,
Gouache von Johann Friedrich Nagel

Das ab 1662 nach den Prinzipien des frühen Barock neu erbaute Schloss Caputh liegt im Ortsteil Caputh der Gemeinde Schwielowsee nahe der brandenburgischen Landeshauptstadt Potsdam am Templiner See. Es gehört zur Stiftung Preußische Schlösser und Gärten Berlin-Brandenburg und war vom Ende des 16. bis Ende des 17. Jahrhunderts Sommersitz der brandenburgischen Kurfürstinnen.

## Geschichte und Baugeschichte

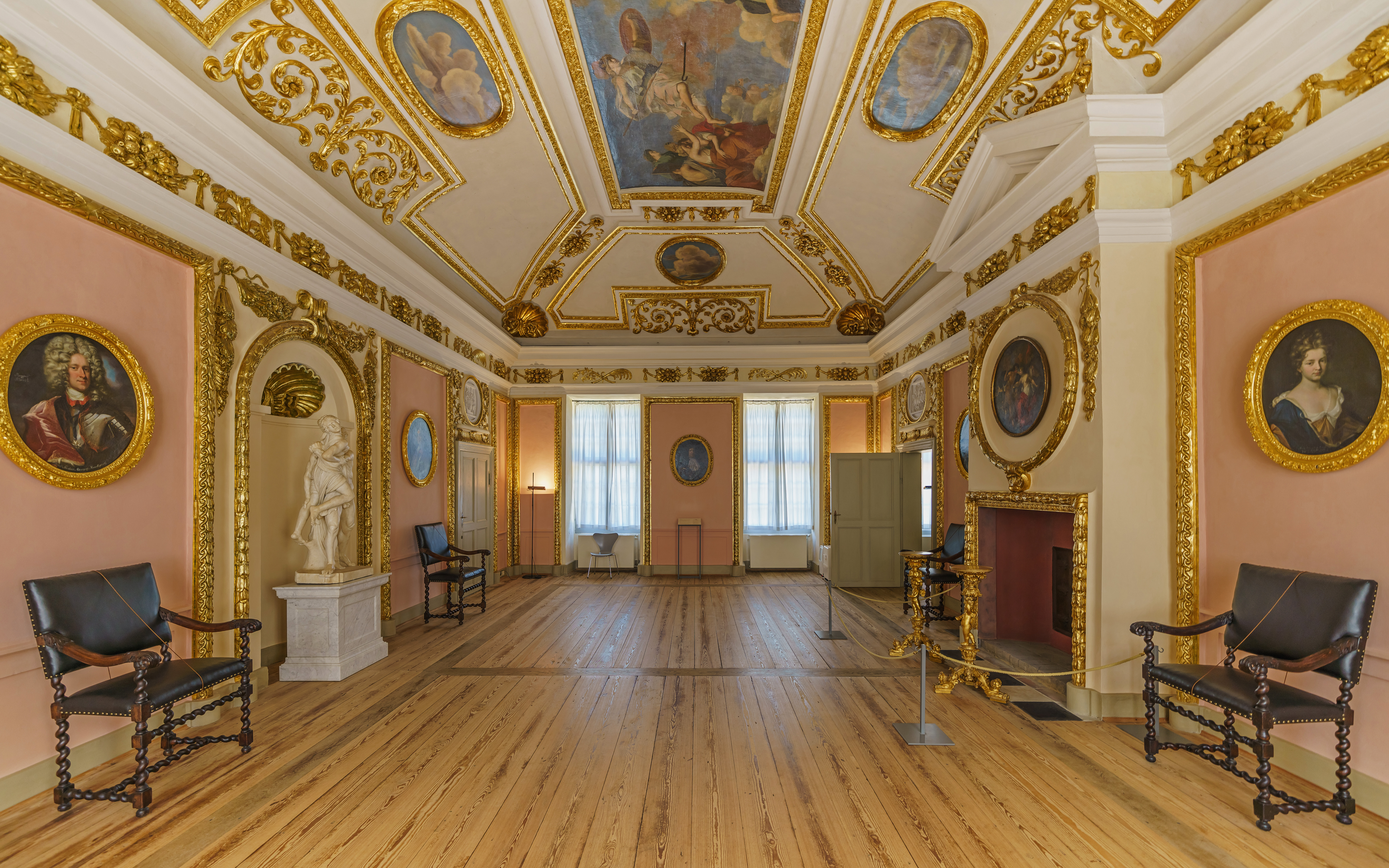
Festsaal

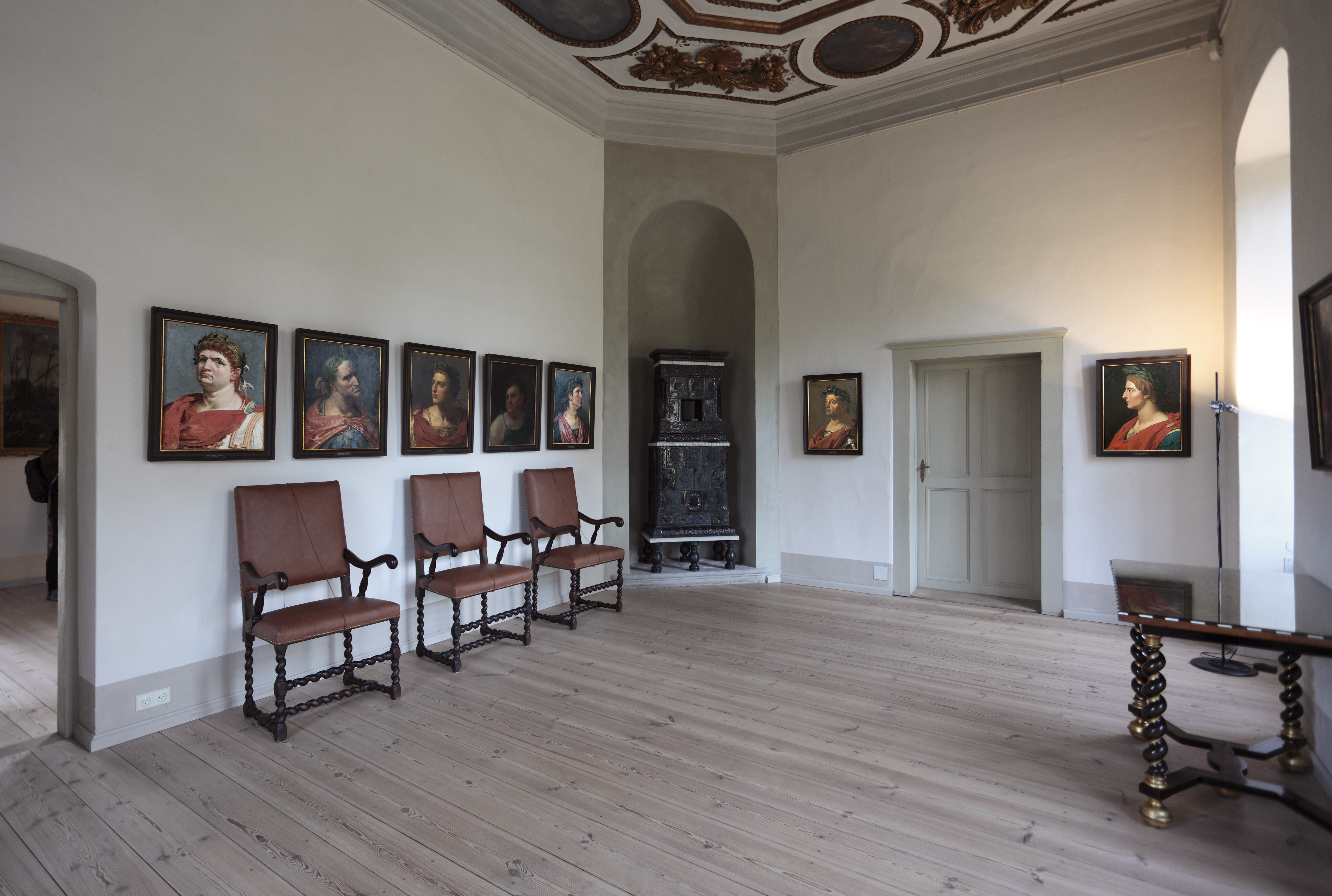
Vorgemach des Kurfürsten

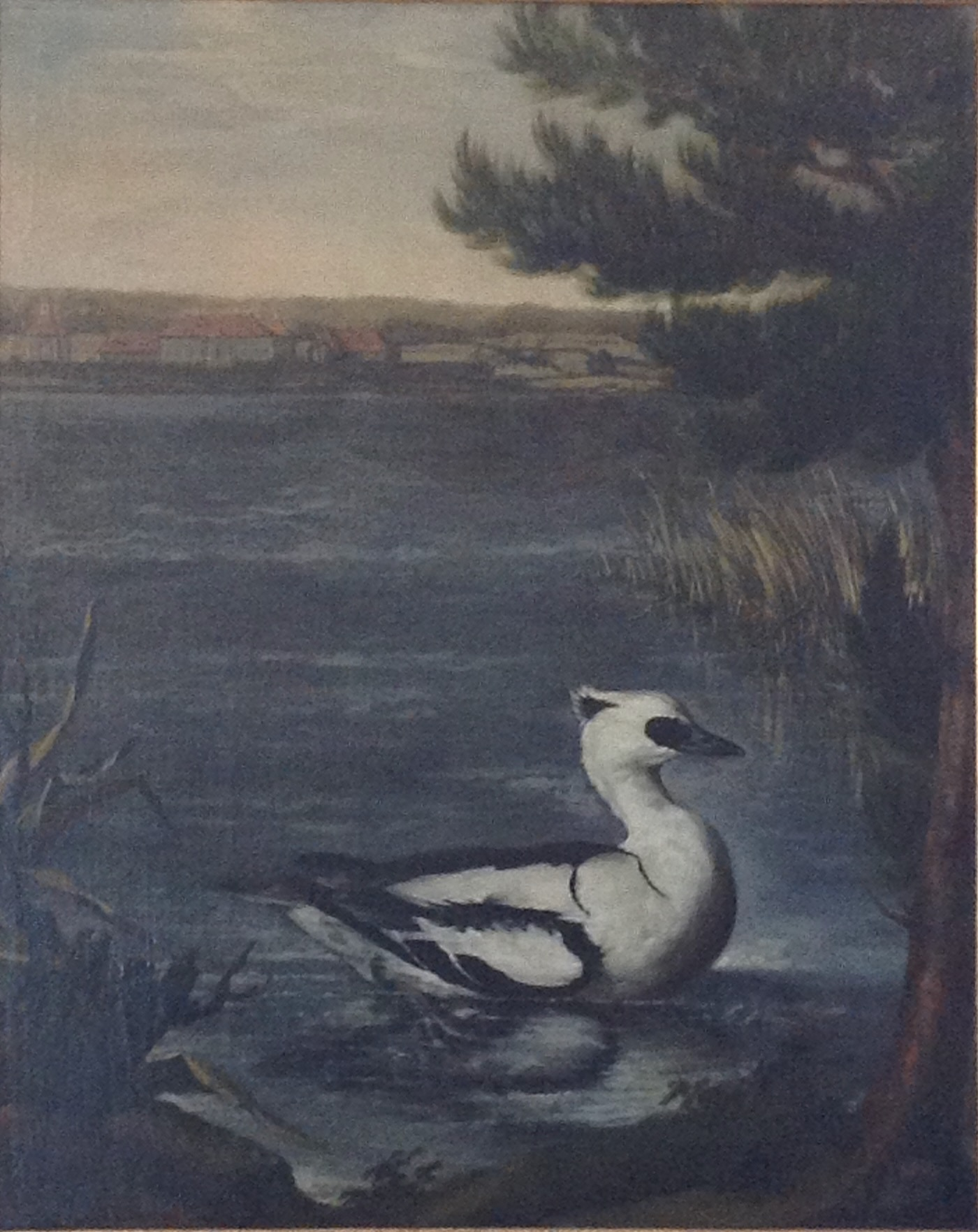
Willem Frederik van Royen, Zwergsäger auf der Havel vor Caputh, ca. 1685 im Vorgemach der Kurfürstin mit der ältesten Ansicht des Schlosses

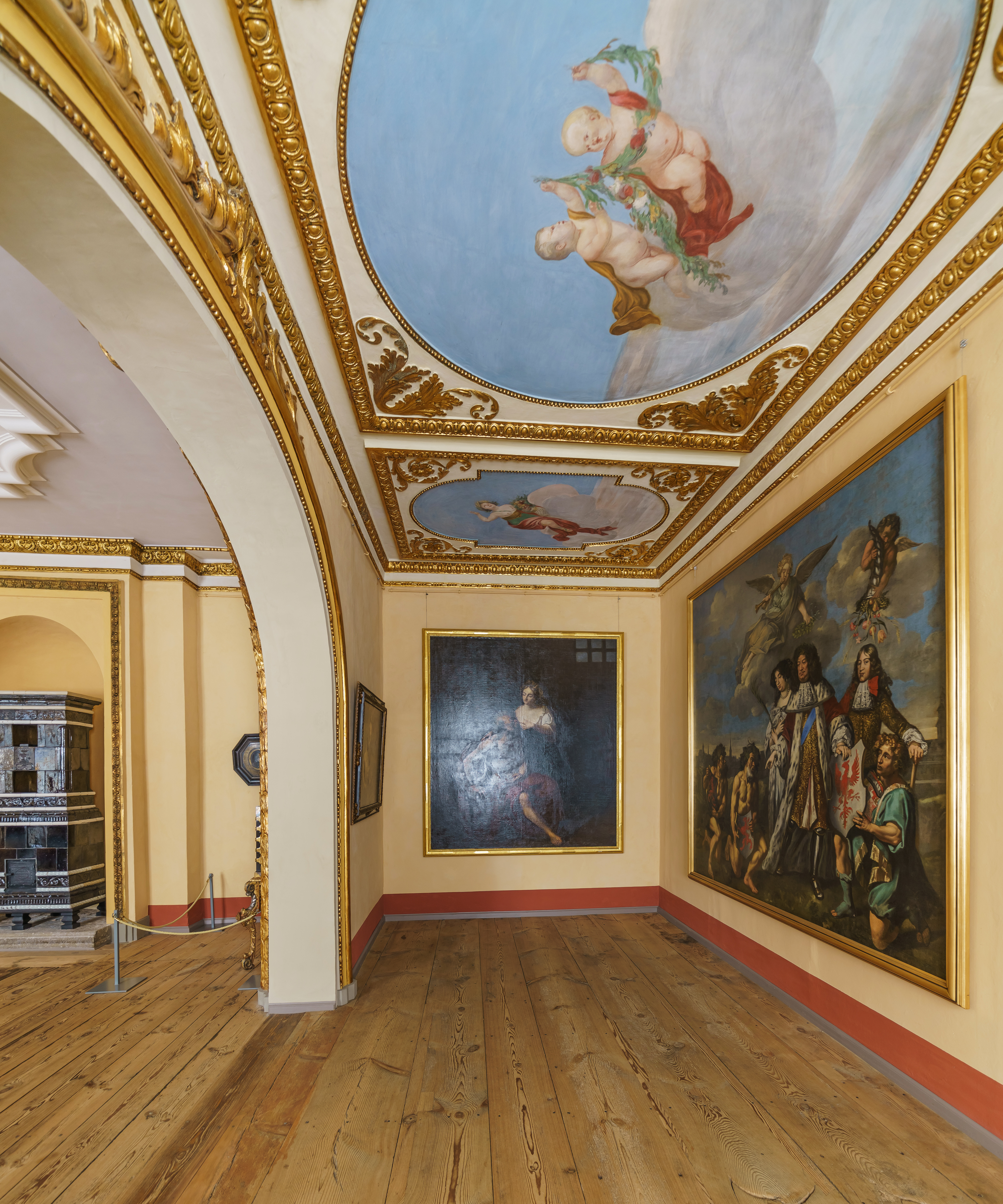
Alkoven, Schlafgemach der Kurfürstin

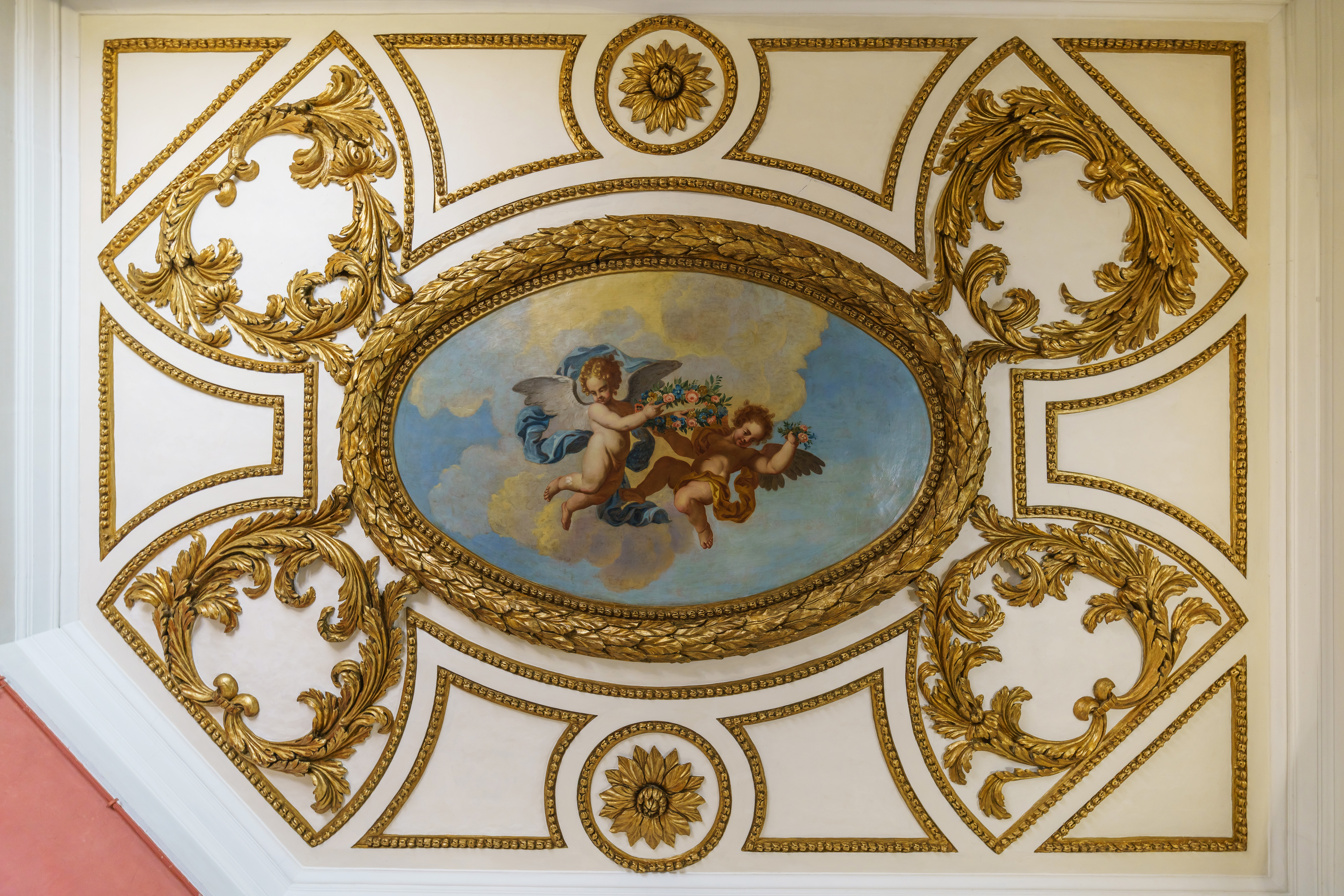
Deckengemälde mit zwei Putten, Schlafgemach des Kurfürsten

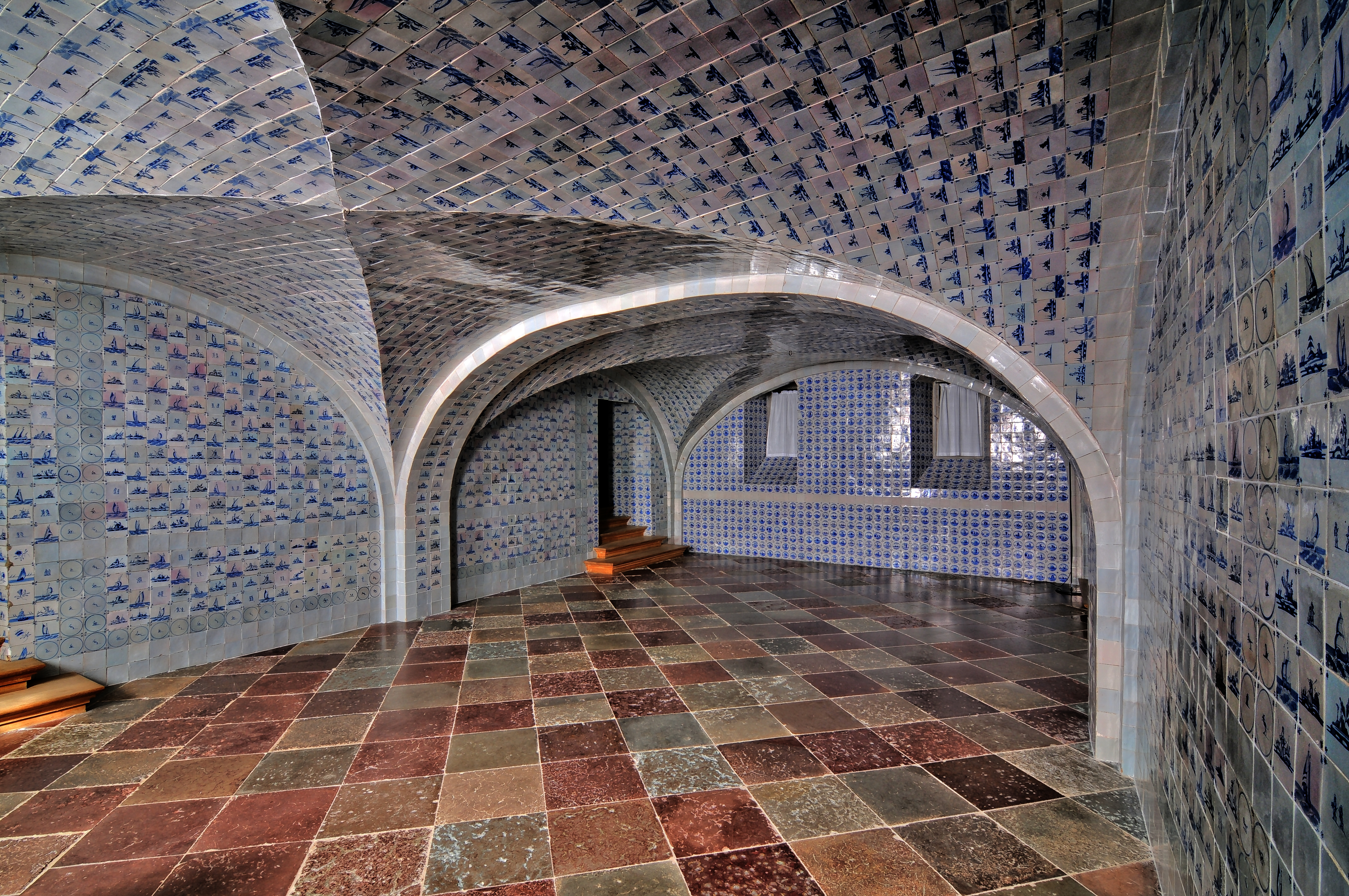
Fliesensaal

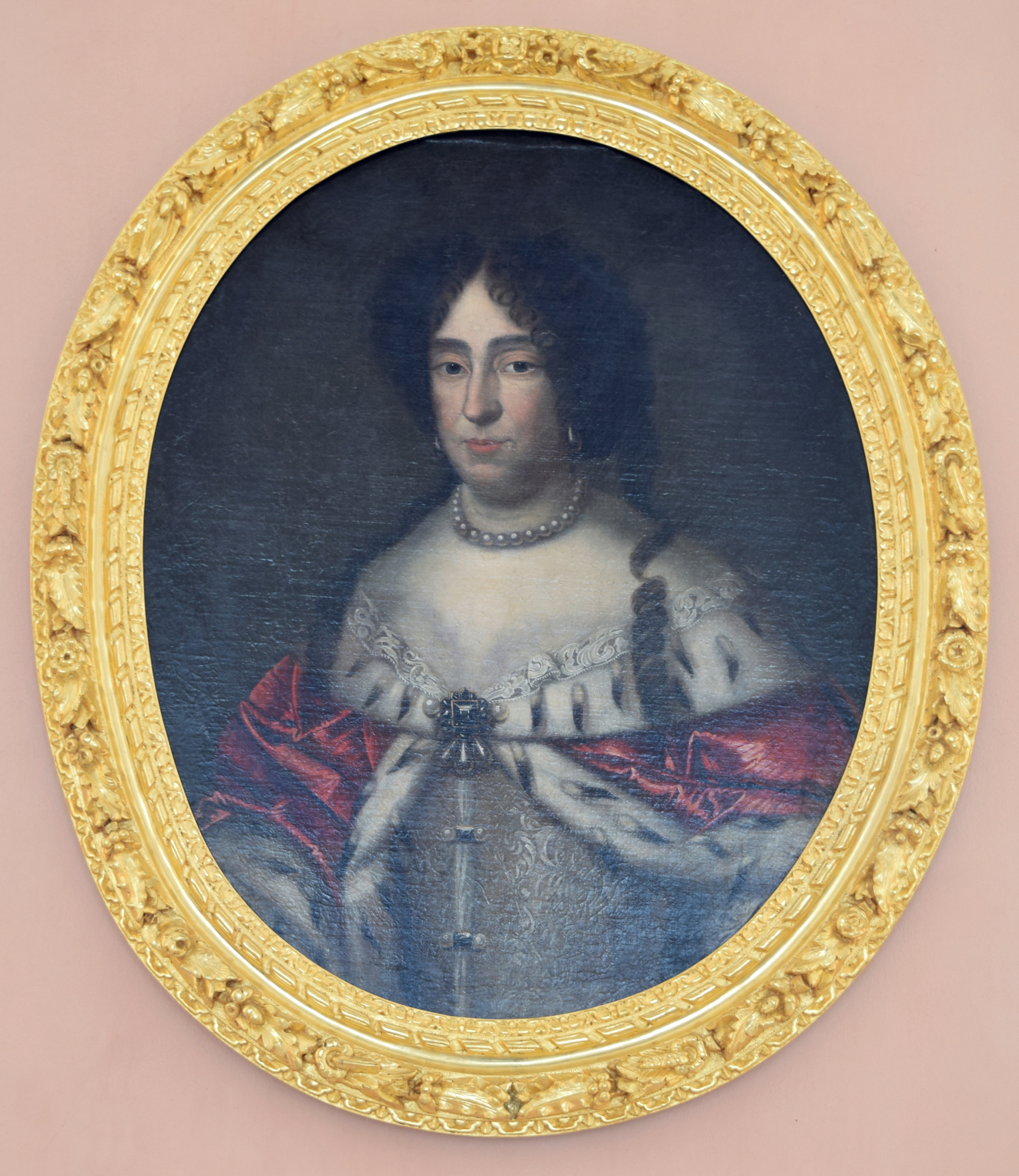
Porträt der Kurfürstin Dorothea im Festsaal

Schloss Caputh ist das einzige erhaltene Schloss der Potsdamer Kulturlandschaft aus der Zeit des Großen Kurfürsten Friedrich Wilhelm und erhielt seine heutige Gestalt im Wesentlichen ab 1662 und ab 1671. Das Schloss zeigt die Stilprinzipien des frühen Barock im nördlichen Europa, die hier besonders durch niederländische Vorbilder geprägt wurden. Es wurde von 1995 bis 1999 im Wesentlichen von der Stiftung Preußische Schlösser und Gärten für neuneinhalb Millionen DM sowie mit Mitteln der Cornelsen Kulturstiftung restauriert.

### Anfänge
1594 erwarb die Kurfürstin Katharina den Rittersitz Caputh von der Familie von Rochow. Die von der Kurfürstin erbaute Sommerresidenz wurde im Dreißigjährigen Krieg weitgehend zerstört und wurde so 1662 vom Großen Kurfürsten dem kurfürstlichen Quartiermeister Philip de Chiese (auch Philippe de la Chièze) geschenkt. Dieser errichtete auf den alten Resten ein Landhaus in der Größe von neun zu zwei Fensterachsen mit abgewalmtem Satteldach, das auch heute noch das Aussehen des Schlosses prägt.

### Der Große Kurfürst und Kurfürstin Dorothea
1671 erwarb der Große Kurfürst das Gut mit sämtlichen Ländereien und Weinberg im Tausch mit einem 150 Hufen (ca. 2.600 Hektar) großen Besitz im Memeldelta in Ostpreußen zurück und schenkte das frühbarocke Herrenhaus seiner zweiten Ehefrau, der Kurfürstin Dorothea Sophie von Schleswig-Holstein-Sonderburg-Glücksburg. Die Kurfürstin erweiterte das Schloss 1673 bis 1684 zu einer weitgehend erhaltenen repräsentativen Dreiflügelanlage mit Mittelrisalit und doppelläufig geschwungener Freitreppe an der Nordseite, dem damaligen Hauptzugang vom Templiner See, über den man Caputh per Schiff aus Potsdam erreichte. Kurfürstin Katharina hatte auch den dortigen Katharinenbau besessen, den Vorgängerbau des Potsdamer Stadtschlosses.
Durch die Erweiterung um zwei quadratische Eckpavillons an der Südseite entstand ein kleiner Ehrenhof des aus einem Gutshaus zum Lustschloss der Kurfürstin erweiterten Gebäudes. Die Rustika ist wie zu Zeiten der Kurfürstin Dorothea in kräftigem Ocker abgesetzt, wie auch die Umrahmungen der Fenster mit ohrenförmigen Faschen. Zum Erhalt des hohen Festsaals im östlichen Teil wurde das eineinhalbgeschossige Schloss um ein halbes Stockwerk mit Attika aufgestockt. Hinweise auf die Dauer der Erweiterungsarbeiten geben die mit 1684 datierte Kaminplatte des Festsaales sowie das als einziges signierte und datierte Deckengemälde im Vorzimmer des Kurfürsten (Samuel Theodor Gericke, 1687). Die Kurfürstin Dorothea stattete bis zu ihrem Tod 1689 auch die Innenräume reichhaltig aus. Das Sommerschloss war insbesondere nach dem Tod des Kurfürsten 1688 ihr bevorzugter Wohnsitz.

### Nachfolger
Nach ihrem Tod 1689 kaufte der Sohn des Großen Kurfürsten aus erster Ehe, Friedrich III. – ab 1701 König Friedrich I. in Preußen – Schloss Caputh von seinen Halbgeschwistern zurück und schenkte es 1690 entsprechend der Tradition seiner Ehefrau Sophie Charlotte. Diese gab das Schloss vier Jahre später an den Kurfürsten zurück, da sie sich dem Schlossbau von Lietzenburg, ab 1705 Schloss Charlottenburg genannt, widmete. Unter Friedrich erlebte Caputh als sein Lieblingssitz, ausgestattet zu einem Lustschloss für Festlichkeiten und Jagdaufenthalte, seine glanzvollste Zeit. Die Möblierung wurde ausgewechselt und in einigen Räumen, wie dem oberen Vestibül und der Porzellankammer, der erhaltene Stuck mit kräftigem Akanthusblattwerk erneuert. Sein Sohn und Nachfolger, der auch Soldatenkönig genannte König Friedrich Wilhelm I. nutzte das Schloss zur Jagd und schuf den bekannten Fliesensaal. Friedrich der Große verpachtete die Anlage an eine Färberei für türkische Garne und eine Weberei für Englischleder. Ende des 18. Jahrhunderts wurde der Garten als Obstbaumschule genutzt. 
1820 kaufte der preußische Generalleutnant August von Thümen das Schloss. Sein Sohn Generalleutnant Wilhelm von Thümen ließ den Park nach dem Verschönerungsplan von Peter Joseph Lenné umgestalten. Über den Türen des Festsaales wurden Gipsreliefs mit Szenen aus den Befreiungskriegen eingefügt. 1908 gelangte es im Erbgang über Pauline von Thümen (1823–1905), Tochter des erwähnten Generalleutnants Wilhelm, in den Besitz der Familie von Willich. Pauline hatte 1853 den Gutsbesitzer Ernst von Willich (1820–1892), Herrn der Güter Gorzyn (Krs. Birnbaum) und Neu-Görtzig (Krs. Schwerin a. W.) in der Provinz Posen, geheiratet. Letzter Gutsbesitzer auf Caputh war dessen zweiter Sohn Alfred von Willich (1862–1941) mit seiner Ehefrau Hertha, geborene von Selchow (1874–1847). Alfred war auch Besitzer des Gutes Neu Langerwisch. Das Paar hatte drei Töchter und einen Sohn, der Sohn Nikolaus (1898–1946) übernahm schon zu Lebzeiten des Vaters die Güterverwaltung. Nikolaus verwaltete auch das eigene Gut der Mutter in Schlesien. Der gesamte Grundbesitz der Willichs in und um Caputh umfasste vor der großen Wirtschaftskrise 625 ha.
Das im Zuge der Bodenreform enteignete Schlossensemble wurde ab 1947 als berufsbildende Einrichtung genutzt. Im November 1995 übernahm die Stiftung Preußische Schlösser und Gärten Berlin-Brandenburg das Schloss und führte umfassende Restaurierungsarbeiten durch. Seit 1998 ist Schloss Caputh der Öffentlichkeit zugänglich. Das Schloss, der Schlosspark mit Kavaliershaus und der Wirtschaftshof des Schlosses mit Nebengebäuden stehen unter Denkmalschutz.

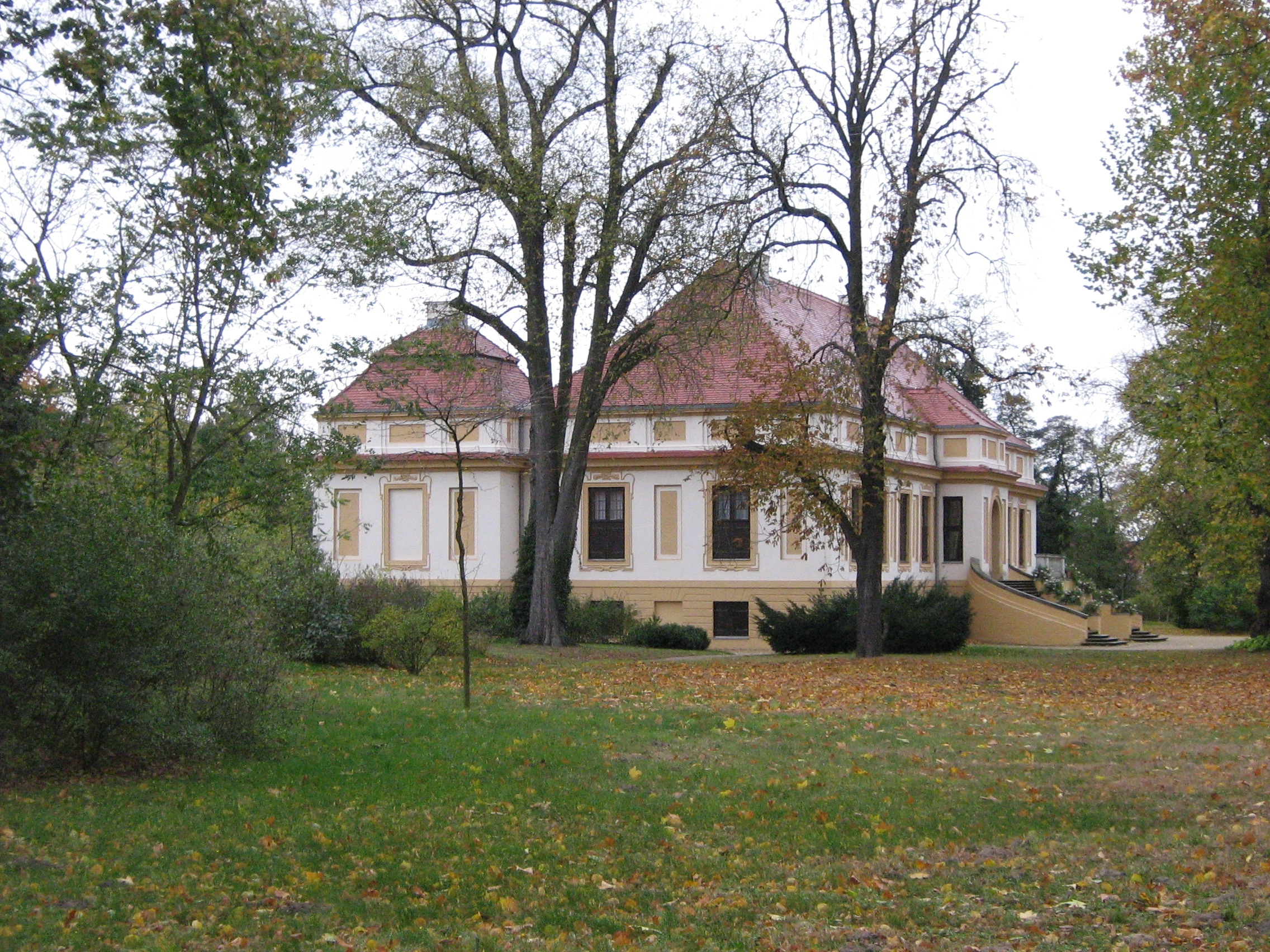
Seitenansicht
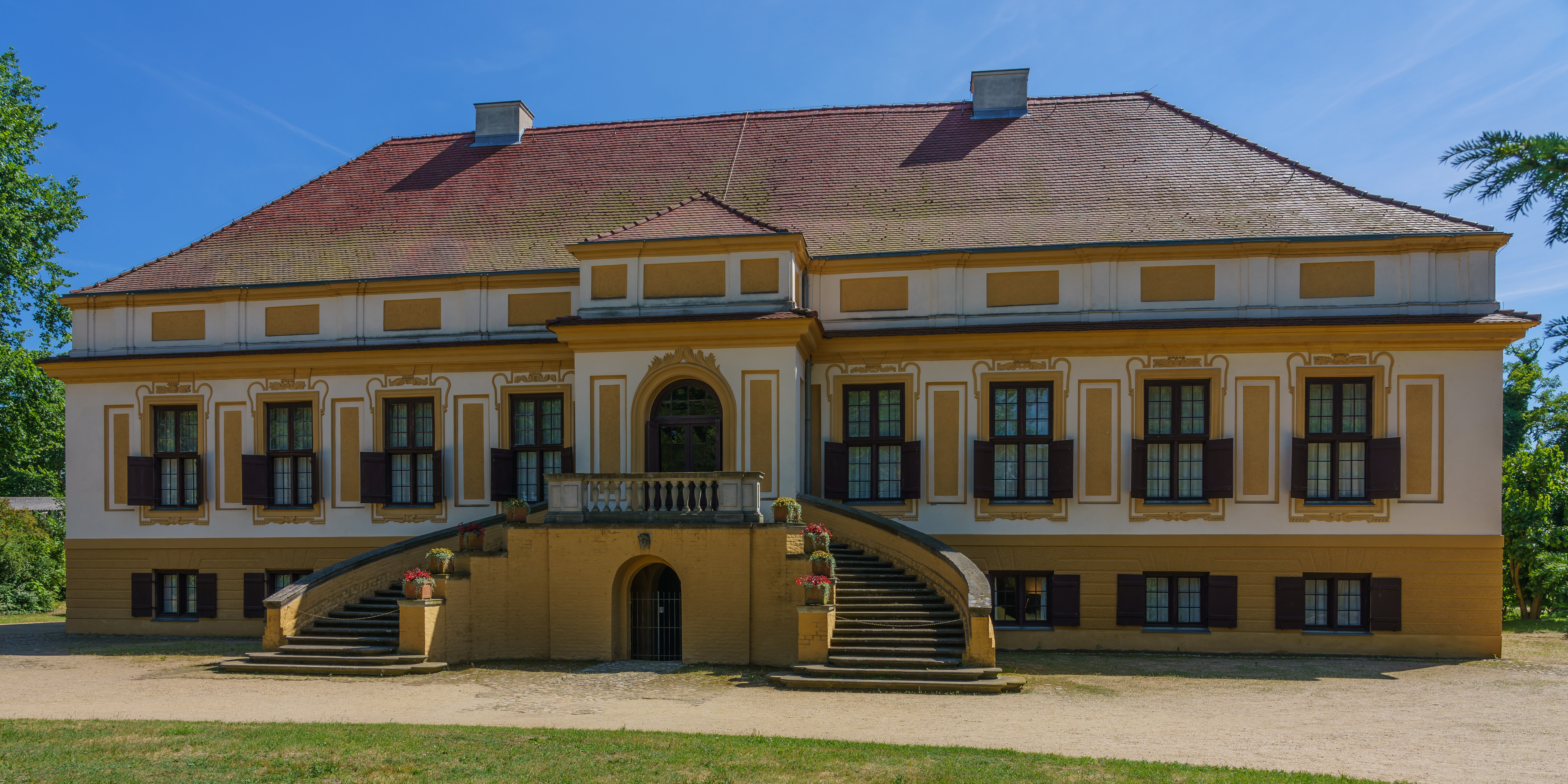
Schloss Caputh, Park- und Seeseite
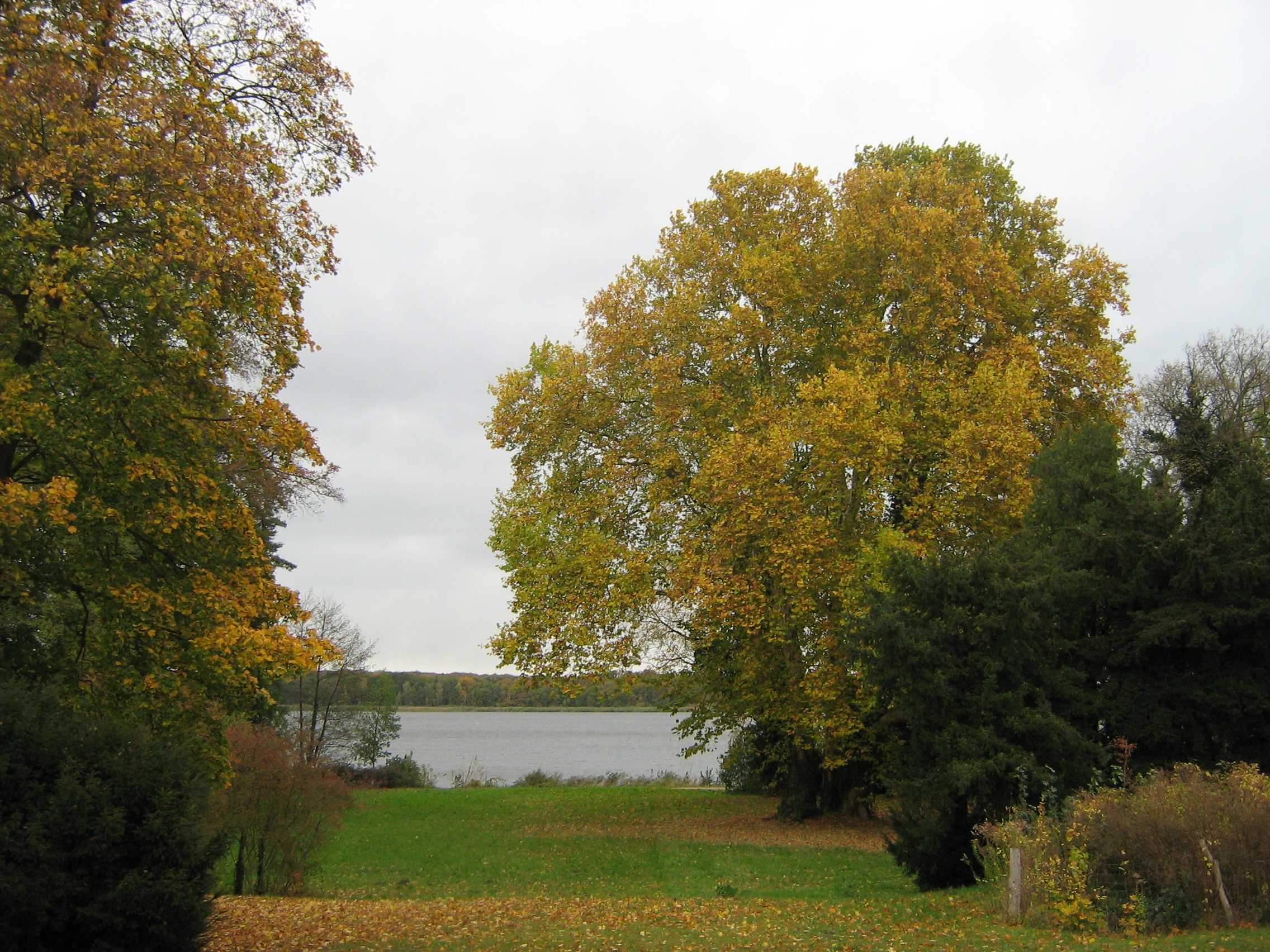
Typisch für Lenné: Sichtachsen gestalten den Park

## Ausstattung

### Fliesensaal
Zu den Sehenswürdigkeiten zählen der prunkvoll dekorierte Festsaal sowie im Souterrain der Fliesensaal, dessen Wände und Deckengewölbe der Soldatenkönig Friedrich Wilhelm I. um 1720 mit ca. 7500 blau-weißen holländischen Fayencefliesen als Speisesaal für seine Jagdgesellschaften ausstatten ließ. Er ist nach dem Fliesensaal im Schloss Oranienbaum bei Wörlitz der älteste und wegen seiner Gewölbe wohl der bedeutendste in Deutschland. Die Gewölbe konnten mit einer nicht sichtbaren Betonrippenkonstruktion gerettet werden. Über hundert beschädigte Fliesen wurden zusammengefügt und retuschiert. 200 Originalfliesen wurden nachgekauft.

### Wohnkultur zur Zeit der Kurfürstin Dorothea
Die Räume des Kurfürsten befinden sich angrenzend an dem Festsaal im östlichen Teil des Schlosses und sind kleiner als die im Westteil des Schlosses gelegenen vier Schlaf- und Wohnräume und zwei Kabinette der Kurfürstin. Barocker Deckenstuck und Deckengemälde der beiden Hofmaler Samuel Theodor Gericke und Augustin Terwesten aus der Zeit der Kurfürstin Dorothea sind im Schlafgemach der Kurfürsten, im Festsaal und im Vorgemach des Kurfürsten (Räume 18, 23, 24) fast vollständig erhalten geblieben. Die Deckenmalereien verweisen auf die Auftraggeberin, so dass Monogramm der Kurfürstin in der Decke des Treppenhauses. Die Allegorien im Schlafzimmer und den Kabinetten der Kurfürstin sind weiblich oder zeigen die Göttin Juno, während im Appartement des Kurfürsten Putten vorherrschen. Die männliche Allegorie im Deckengemälde des Hauptsaals ist die Dummheit, welche von Minerva, der Schutzherrin der Künste, vertrieben wird und in Richtung des Appartements des Kurfürsten flüchtet. Minerva galt in der Antike zugleich als Beschützerin des Gewerbes, eine passende Allegorie für die geschäftstüchtige Kurfürstin, die ihr Geld in ländlichen und städtischen Grundbesitz investierte, so etwa die nach ihr benannte Berliner Dorotheenstadt, welche sie 1673 parzellierte und verpachtete. Sie ließ auch Schloss Schwedt und Schloss Wildenbruch neu aufbauen, nachdem sie die dortigen Grundherrschaften erworben hatte. 
Die Räume waren ursprünglich mit kostbaren Ledertapeten und Wandbespannungen ausgestattet. Zur Inneneinrichtung gehören Lackmöbel, Porzellane, Fayencen und Skulpturen der Originalausstattung oder aus dem Nachlass der Kurfürstin Dorothea aus dem Potsdamer und Berliner Schloss. Die heute ausgestellten Kunstwerke vermitteln einen Eindruck von höfischer Kunstentfaltung und fürstlicher Wohnkultur um 1700. Aus dem Berliner Stadtschloss stammt ein Tisch aus dunklem Ebenholz mit herzförmigen Einlagen aus Elfenbein. Im westlichen Eckpavillon richtete Dorothea eine Porzellankammer ein. Dies war die zweite Porzellankammer dieser Art in Brandenburg nach dem Porzellankabinett der Kurfürstin Luise Henriette, der ersten Gemahlin des Großen Kurfürsten.

### Gemäldesammlung

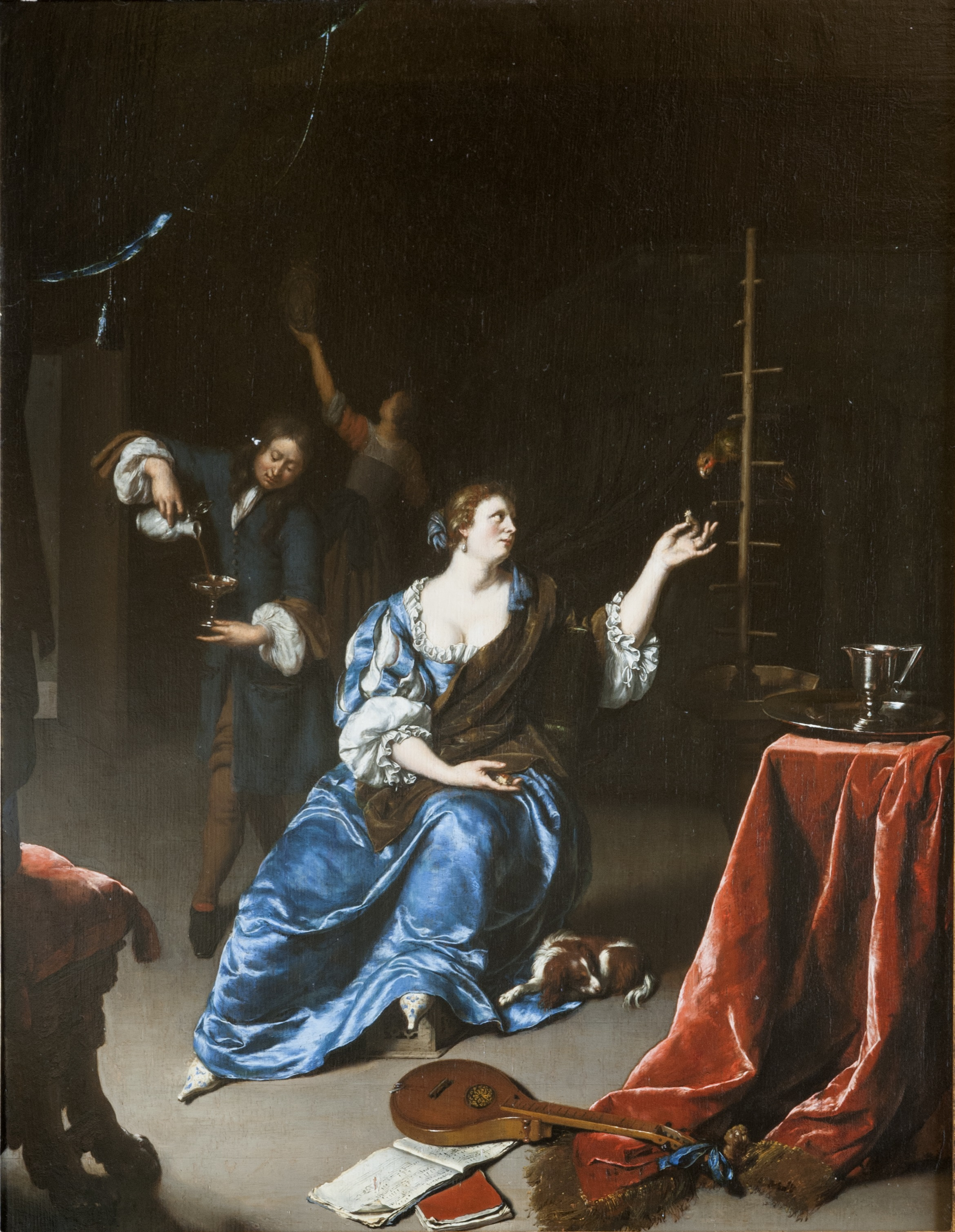
Dame mit Papagei von Willem van Mieris

Die Gemäldesammlung mit mehr als hundert von ursprünglich 300 Werken besteht überwiegend aus niederländischer und italienischer Malerei. Dabei prägte die erste Ehe des Großen Kurfürsten mit Luise Henriette von Oranien den Stil des kurfürstlichen Hofes.
Das Gemälde Dame mit Papagei des Leidener Feinmalers Willem van Mieris (1662–1747) wurde nach dem Zweiten Weltkrieg als Beutekunst von britischen Soldaten aus dem Berliner Jagdschloss Grunewald geraubt. In den 1980er Jahren tauchte es unter anderer Zuschreibung bei Christie’s und einer Ausstellung auf und wurde 2002 der Stiftung Preußische Schlösser und Gärten Berlin-Brandenburg angeboten. Seit 2004 ist es im Kabinett am Saal der Kurfürstin zu sehen. Es war das wertvollste Bild aus dem Nachlass der Kurfürstin Dorothea, die es 1689 kurz nach seiner Entstehung erworben hatte; es gehörte zu ihren Lieblingsbildern.
Im Vorgemach des Kurfürsten befinden sich Bildnisse der ersten zwölf römischen Cäsaren zwischen 1616 und 1625 von unterschiedlichen niederländischen und flämischen Malern vermutlich für Johann Moritz von Nassau-Siegen erstellt.

## Park
|  | Der Schlossgarten hat eine Größe von ca. 3,5 Hektar. Der Park liegt am Ufer des Templiner Sees. Die barocke Parkanlage mit Skulpturen und Fontänen, terrassiertem Garten und vielen Obstbäumen wurde in Anlehnung an Lennés Verschönerungsplan aus dem Jahre 1830 mit dem südlichen Abschluss am Ufer der Havel umgestaltet. Zwischen der Havel und dem Schloss wurde der Gartenraum mit locker gestellten Bäumen gefüllt, die gerade noch den Blick zum Fluss freiließen. Die Hälfte des Gartens wurde von Gemüsefeldern eingenommen. Dichtes Buschwerk und Bäume schirmten diese Beete ab. In Lennés Plänen sind die barocken Sichtbeziehungen nicht vorgesehen. Als Bäume wurden später unter anderem Esskastanien (Maronen) gepflanzt. Die Familie von Thümen errichtete auch das Kavaliershaus zwischen Schloss und Havel. |

## Ereignisse

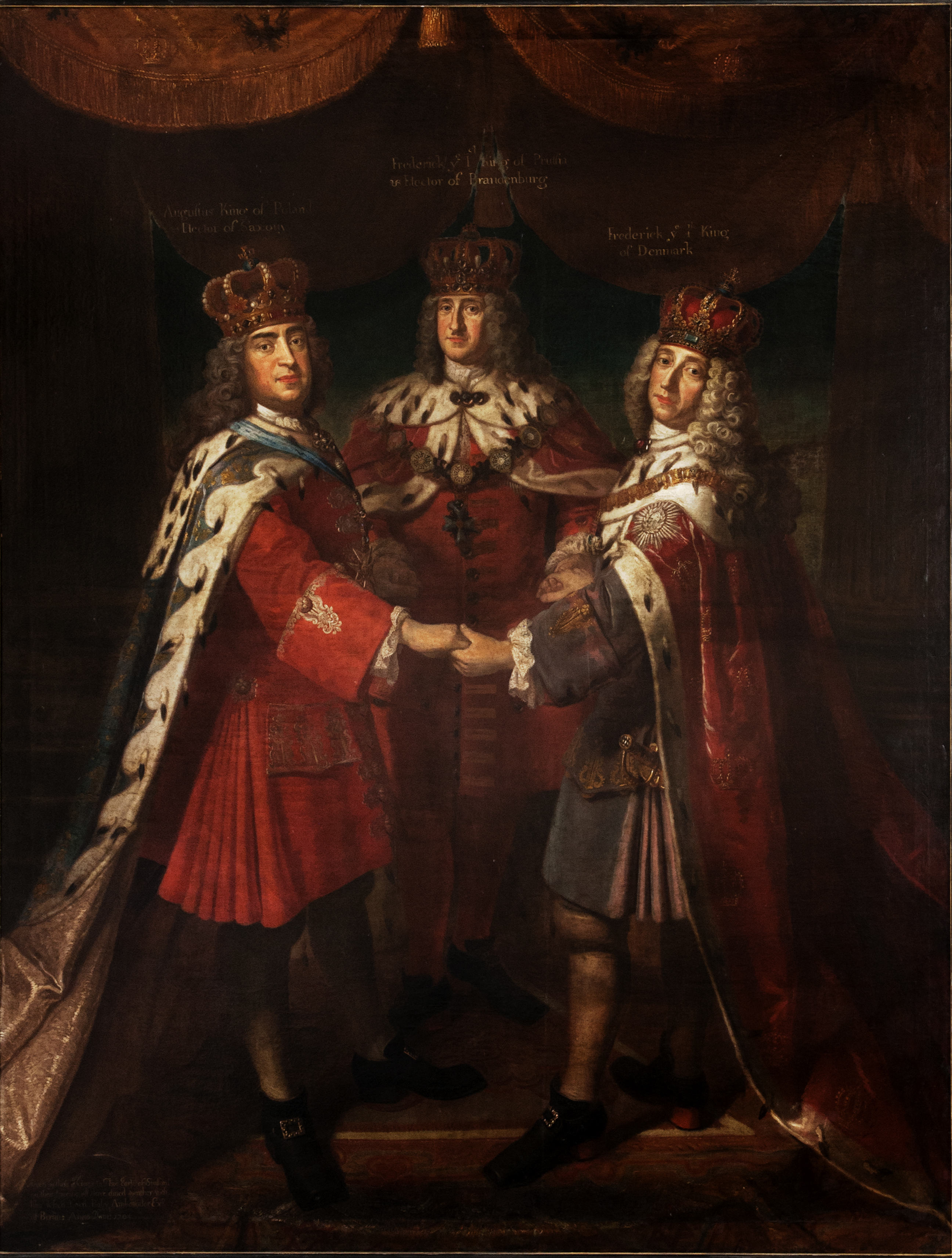
Samuel Theodor Gericke, Dreikönigstreffen, Kopie des englischen Botschafters, aus dem Nachlass von Andy Warhol, Schloß Caputh, Porzellankammer

Am 8. Juli 1709 trafen sich im Schloss Caputh drei gekrönte europäische Häupter im Rahmen des Dreikönigstreffens. Mit einem Prunkschiff kamen der dänische König Friedrich IV. und August der Starke. Gastgeber war der preußische König Friedrich I. Die beiden Gäste verhandelten mit dem preußischen König über eine Allianz gegen Schweden. Der ein paar Tage später abgeschlossene Freundschafts- und Neutralitätspakt hatte jedoch politisch kaum Bedeutung.

## Das Schloss in der Literatur
Eine ausführliche Würdigung des Schlosses findet sich bei Theodor Fontane in den Wanderungen durch die Mark Brandenburg. Er schildert ausführlich die Geschichte und den persönlichen Eindruck eines Besuches. Seine Darstellung beginnt mit den Zeilen:

„Wer hat nicht von Caputh (so heißt das Dorf) gehöret,

Das, in verwichner Zeit, die größte Zier besaß,

Als Dorothea sich, die Brandenburg noch ehret,

Das Schloß am Havelstrom zum Witwensitz erlas.“